# Saguinus weddelli melanoleucus
Saguinus weddelli melanoleucus (лат.) — подвид игрунковых обезьян из рода тамаринов (Saguinus). Встречается в западной части Бразилии и в Перу.

## Классификация
Классификация дискуссионна, иногда рассматривается как самостоятельный вид Saguinus melanoleucus. Согласно ревизии 2018 года, является подвидом Saguinus weddeli (=Leontocebus weddelli). В классификации 2005 года Saguinus weddeli и Saguinus melanoleucus рассматривались в качестве двух самостоятельных подвидов вида Saguinus fuscicollis.

## Описание
Животные небольшого размера, размер тела без хвоста — 25 см. Хвост длинный, до 40 см. Шерсть светлая.

## Распространение
Ареал небольшой — животные встречаются в верхнем течении реки Журуа к востоку от неё. Распространение подвида Saguinus melanoleucus crandalli неизвестно.

## Образ жизни
Населяют затапливаемые дождевые леса Амазонии, а также редколесья и вторичные леса региона. В рационе фрукты, цветы, нектар, древесные соки, небольшие животные. Образуют семейные группы размером от 4 до 15 животных, обычно 2—8. Предпочитают нижний ярус леса и подстилку до высоты 10 м над землёй.

## Статус популяции
В 2008 году Международный союз охраны природы присвоил этому таксону охранный статус «вызывает наименьшие опасения» (англ. Least concerned). Прямых угроз не выявлено.